# Харлан (округ, Кентукки)
Ха́рлан (англ. Harlan) — округ в юго-восточной части штата Кентукки. Окружным центром является город Харлан. По переписи 2010 года, население округа составляет 29 278 человек.
В округе запрещена продажа алкоголя, однако есть несколько городов, в которых допускается продажа одной упаковки алкоголя. В городе Харлан разрешена продажа алкоголя в ресторанах, имеющих более 100 мест.

## История
Округ Харлан была образован в 1819 году из части округа Нокс. Округ был назван в честь Сайласа Харлана, разведчика, охотника, имевшего звание майора в Континентальной армии. Харлан помогал партии Харрода из Харродсберга доставлять порох для поселенцев в Кентукки и оказывал им помощь в войне за независимость против англичан.
В начале XX века округ Харлан, будучи отдалённым и слаборазвитым регионом с ограниченной транспортной инфраструктурой (в основном, конной), пережил стремительный рост угольной промышленности. С появлением железной дороги в 1911 году началась интенсивная разработка угольных месторождений. Количество шахт увеличилось с 6 в 1911 году до 71 к концу 1931 года, а число шахтёров – со 169 до 9260 к 1923 году, достигнув пика в 1930 году. Первая мировая война резко увеличила спрос на уголь, стимулируя открытие новых шахт, особенно в южных угольных районах. В период с 1913 по 1918 год добыча угля в США значительно возросла, при этом значительная часть приходилась на округ Харлан.
Харлан стал известен из-за длительной и напряжённой борьбы шахтеров за улучшение условий труда и право на профсоюзную организацию в 1931-1932 годах. Этот период в истории Харлана, часто обозначаемый как "Восстание в Харлане", был отмечен серией конфликтов между шахтерами, угольными компаниями и местными властями.

## Харланский угольный конфликт 1931 года
Харланский угольный конфликт 1931 года представлял собой сложную серию событий, включавших стихийные забастовки, локауты, безработицу, тяжелые условия труда и борьбу за объединение шахтеров в профсоюзы. Конфликт разгорелся в округе Харлан, штат Кентукки, на фоне Великой депрессии, усугубившей и без того тяжелое положение шахтеров.

#### Причины конфликта
В начале 1930-х годов экономическая депрессия усугубила и без того тяжелое положение шахтеров в Харлане. Мизерная заработная плата, отсутствие безопасности на рабочих местах и плохие жилищные условия побудили шахтеров начать забастовки и выступления за свои права. Падение спроса на уголь привело к снижению зарплат и массовым увольнениям.  Шахтовладельцы, стремясь сохранить прибыль, урезали расходы на безопасность труда, что создавало угрозу жизни и здоровью рабочих. В округе Харлан господствовала система, близкая к феодальной. Шахтовладельцы контролировали не только производство, но и жизнь шахтерских поселков, ограничивая гражданские свободы и подавляя любые попытки организации рабочих.  Это создавало атмосферу социального напряжения и недоверия. Основные конфликты возникли из-за попыток профсоюзов организовать шахтеров в Объединённый союз шахтеров Америки (United Mine Workers of America, U.M.W.A.).

#### "Битва за Эвартс"
Одним из ключевых моментов стало событие, известное как "Битва за Эвартс". В мае 1931 года в борьбе за профсоюзное признание произошли столкновения между шахтерами и представителями властей. Конфликт стал триггером для массовых вызовов и привел к усилению конфронтации.

#### Роль коммунистических организаций
В условиях неудачи профсоюзной активности U.M.W.A. на сцену вышли более радикальные группы, включая Национальный союз шахтеров (National Miners Union, N.M.U.) и Идустриальные рабочие мира (Industrial Workers of the World, I.W.W.), поддержанные Коммунистической партией. Их действия включали более агрессивные формы борьбы, что привело к обвинениям в подстрекательстве к насилию и попытках подорвать местную экономику и порядок.

#### Репрессии и "Царство Ужаса"
Ответные меры со стороны угольных компаний и местных властей включали аресты, насильственные выселения, а иногда и применение огнестрельного оружия против шахтеров. Этот период стал известен как "Царство Ужаса" в Харлане, когда даже журналисты и адвокаты, пытавшиеся помочь шахтерам, подвергались нападениям и преследованиям.

#### Судебный процесс Эвартс
После "Битвы за Эвартс" были проведены судебные разбирательства, в результате которых семь шахтеров были осуждены за убийство заместителя шерифа, несмотря на спорные доказательства и утверждения о предвзятости суда. Эти процессы символизировали не только юридическую, но и политическую борьбу между рабочим и собственническим классами.
Последствия: Несмотря на активную борьбу шахтеров, забастовка 1931 года закончилась поражением. Коммунистические профсоюзы были вытеснены из региона, а шахтовладельцы сохранили контроль над производством. Однако, конфликт в Харлане привлек внимание общественности к проблемам шахтеров и способствовал дальнейшей борьбе за их права, которая привела к признанию профсоюзов в регионе в конце 1930-х годов.

## География
По данным переписи 2000 года, округ имеет общую площадь 1212,0 км², из которых 1210,0 км² (или 99,84 %) занимает суша и 2,0 км² (или 0,17 %) — вода.
В округе находится исток реки Камберленд. Чёрная гора (англ. Black Mountain), расположенная к востоку от городка Линч, является самой высокой точкой штата Кентукки (1263 м).

### Соседние округа
- Округ Перри (север)
- Округ Летчер (северо-восток)
- Округ Уайз, Виргиния (восток)
- Округ Ли, Виргиния (юго-восток)
- Округ Белл (юго-запад)
- Округ Лесли (северо-запад)

## Демография
По переписи 2000 года в округе Харлан проживает 33 202 человека, имеется 13 291 домохозяйство и 9449 семей, проживающих в округе. Плотность населения 27 чел./км ². В округе 15 017 единиц жилья со средней плотностью 12 чел./км². Расовый состав состоит из 95,56 % белых, 2,62 % афроамериканцев, 0,48 % коренных американцев, 0,29 % азиатов, 0,02 % выходцев с тихоокеанских островов, 0,08 % других рас и 0,95 % — две или более рас. Латиноамериканцев любой расы — 0,65 %.
В округе Харлан существует 13 291 домохозяйство, в которых 32,20 % семей имеют детей в возрасте до 18 лет, проживающих с ними, имеется 54,30 % супружеских пар, живущих вместе, 13,20 % женщин проживают без мужей, а 28,90 % не имеют семьи. 27,00 % всех домохозяйств состоят из отдельных лиц и 12,60 % из одиноких людей в возрасте 65 лет и старше. Средний размер домохозяйства — 2,47, средний размер семьи — 3,00.
В округе проживает 25,00 % населения в возрасте до 18 лет, 8,50 % с 18 до 24 лет, 27,50 % с 25 до 44 лет, 25,20 % от 45 до 64 лет и 13,90 % от 65 лет и старше. Средний возраст составляет 38 лет. На каждые 100 женщин приходится 91,80 мужчин, а на каждые 100 женщин в возрасте 18 лет и старше насчитывается 87,80 мужчин.
Средний доход на домохозяйство составляет $18 665, средний доход на семью $23 536. Мужчины имеют средний доход $29 148 против $19 288 у женщин. Доход на душу населения в городе равен $11 585. 29,10 % семей или 32,50 % населения живут за чертой бедности, в том числе 40,10 % из них моложе 18 лет и 21,00 % в возрасте 65 лет и старше.

## Экономика

### Угольные компании в округе Харлан
- Alpha Natural Resources, Inc.[7]
- James River Coal Company[8]
- US Coal[9]

## Транспорт

### Главные автодороги
- U.S. Highway 421
- U.S. Highway 119
- Kentucky Route 38
- Kentucky Route 160

## Фотогалерея

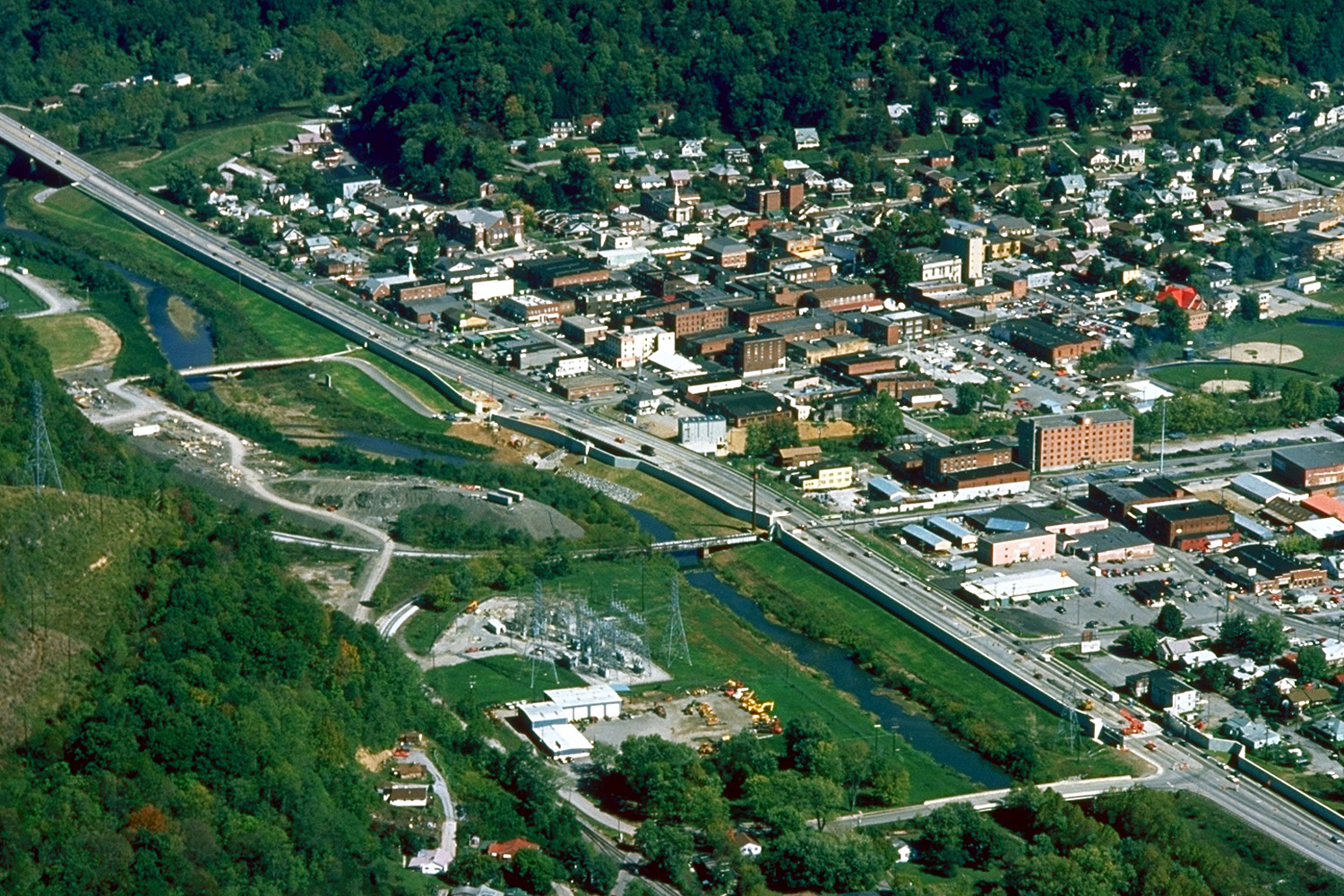
Харлан
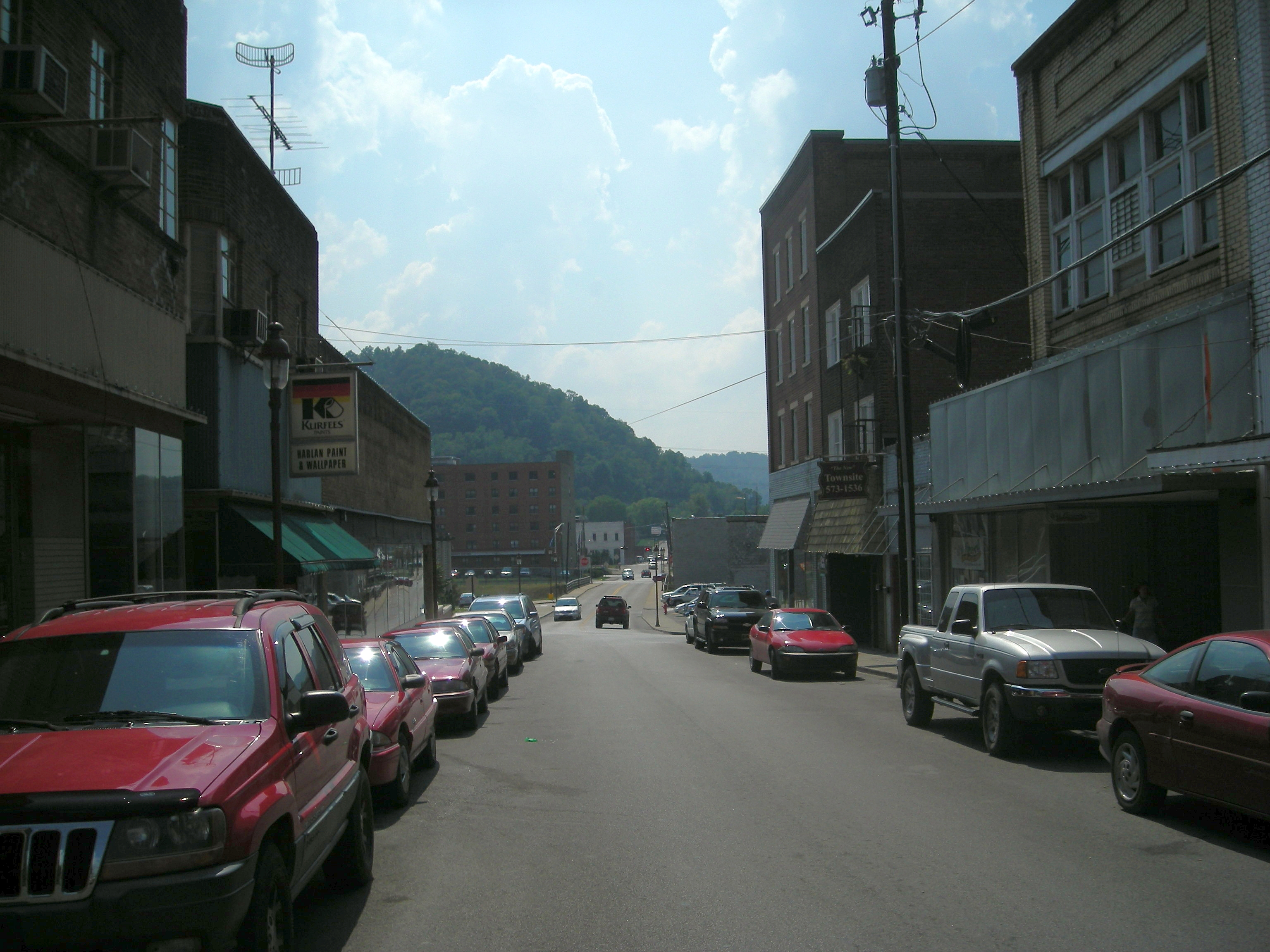
Главная улица в Харлане
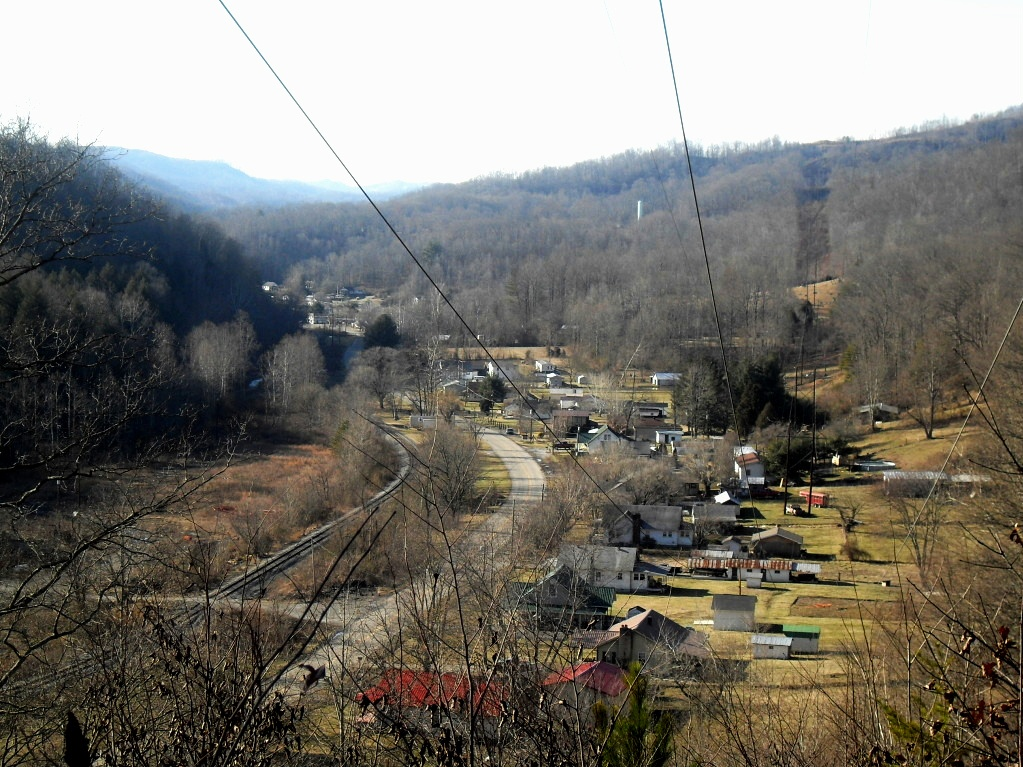
Патфорк
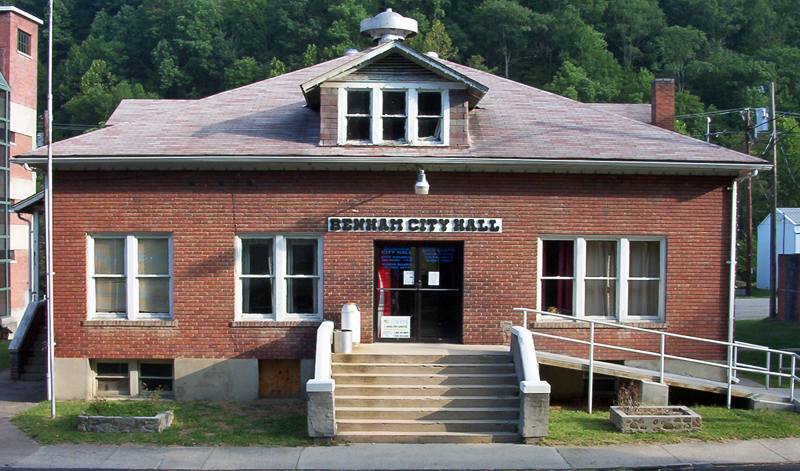
Мэрия городка Бенхам
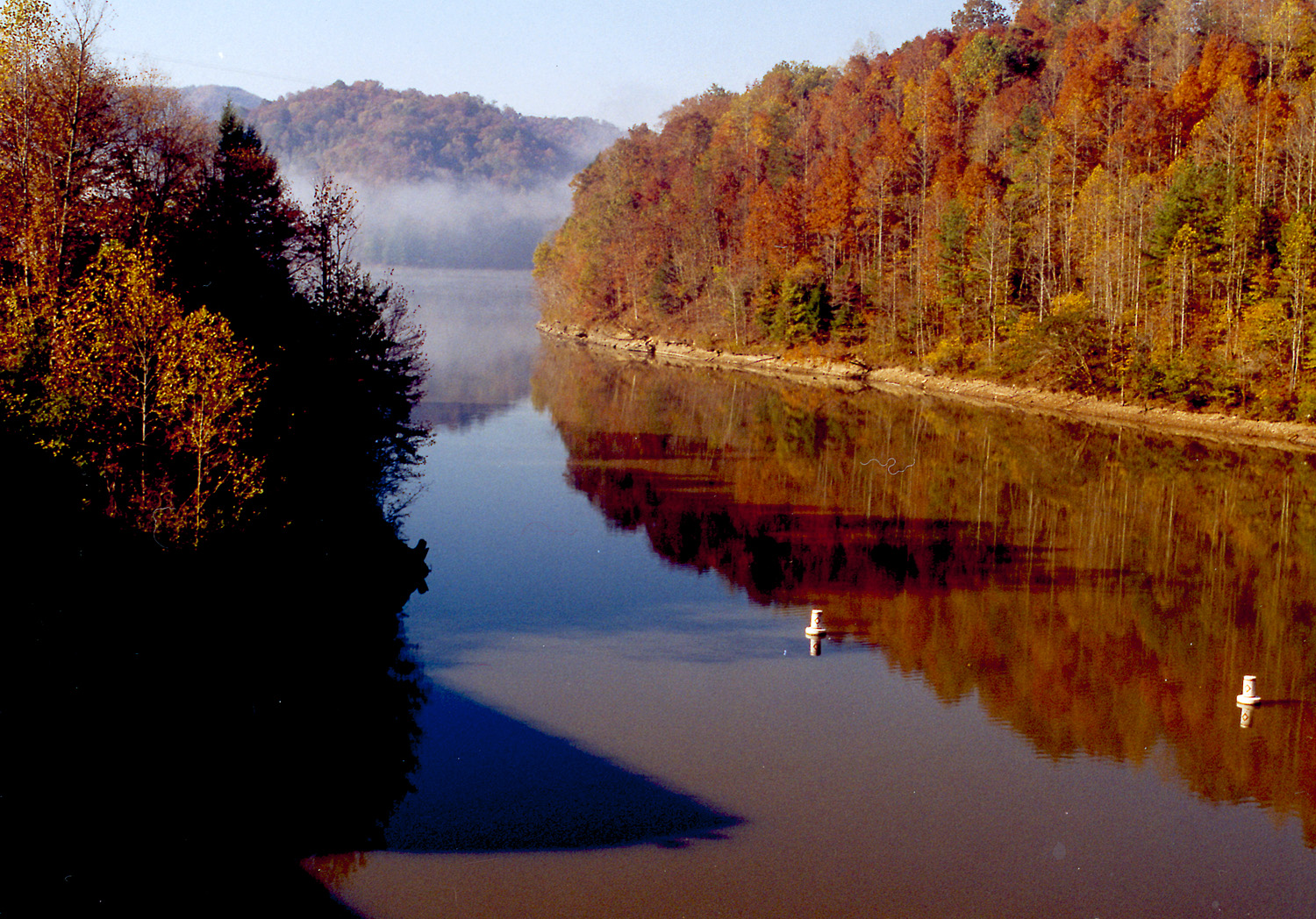
Озеро Мартинс-Форк